# Línea 13 (EMT Málaga)
La Línea 13 de la Empresa Malagueña de Transportes (EMT) fue una línea de autobús urbano de la ciudad de Málaga que conectaba la Farola (La Malagueta) con Eugenio Gross (Bailén-Miraflores). 

## Características
La línea 13 enlazaba el barrio de La Malagueta con Bailén, en un recorrido en el que atravesaba multitud de barrios del distrito Centro como Capuchinos o El Molinillo y varias calles estrechas de difícil circulación, por lo que eran habituales los retrasos. Era una de las líneas peores valoradas por los usuarios de la EMT. 
El recorrido de la línea no sufrió grandes alteraciones en sus últimos años de existencia. Originalmente su cabecera se encontraba en la calle Cervantes, antes de ser ampliado a la Farola, y era una de las líneas que circulaba por calle Alcazabilla: Alcanzaba la travesía Pintor Nogales por Guillén Sotelo y después giraba a Alcazabilla, para incorporarse a la Plaza de la Merced y proseguir su ruta hacia Capuchinos. En 1985 prestaba servicio como «Plaza de Toros – Hospital Civil». Dejó de dar servicio en 2004 tras la puesta en funcionamiento de las líneas C-1 y C-2. 

### Material asignado
Los autobuses asignados a la línea eran:
- MAN NM223F

## Recorrido

### Sentido Farola
La cabecera se situaba en la calle Martínez de la Rosa, en Bailén. 
Continuaba por calzada de la Trinidad donde tenía una parada giraba a la izquierda hasta parar en Doctor Gálvez Ginachero delante del Hospital Civil y otra vez antes de la avenida de Fátima. Atravesaba el puente de armiñan para pagar en Cruz del molinillo y Capuchinos punto seguía ascendiendo hacia carrera de Capuchinos y hasta fuente Olletas para seguidamente girar a la derecha por Cristo de la epidemia dónde paraba dos veces y continuaba por Calle Alcazabilla hoy peatonal para pasar por delante del ayuntamiento en la avenida Cervantes donde tenía otra parada así seguía hasta llegar a barrio de La Malagueta.
En el paseo marítimo Ciudad de Melilla tenía su cabecera. 
| Código | Parada                                    | Común con | Otras conexiones |
| ------ | ----------------------------------------- | --------- | ---------------- |
| 661    | EUGENIO GROSS                             |           |                  |
| 957    | Calzada de la Trinidad                    |           |                  |
| 621    | Armengual de la Mota                      |           |                  |
| 702    | Av. Dr. Gálvez Ginachero – Hospital Civil | 7 15 17   |                  |
| 959    | Av. Dr. Gálvez Ginachero                  | 17        |                  |
| 1352   | Cruz del Molinillo                        | 36        |                  |
| 1353   | Duque de Rivas                            |           |                  |
| 1354   | Marqués de Cádiz                          |           |                  |
| 1354   | Eduardo Domínguez Ávila                   | 1         |                  |
| 1355   | Carrera de Capuchinos – Plaza Capuchinos  |           |                  |
| 1356   | Carrera de Capuchinos                     |           |                  |
| 1357   | Dos Aceras                                |           |                  |
| 1358   | Álamos                                    |           |                  |
| 1359   | Plaza de la Merced                        |           |                  |
| 1360   | Malagueta – Plaza de Toros                |           |                  |
| 1361   | Cervantes                                 |           |                  |
| 1362   | Paseo de la Farola                        |           |                  |
| 1363   | Paseo de la Farola – Comandancia Marina   | 14        |                  |
| 1364   | PASEO MARÍTIMO – FAROLA                   | 14        |                  |

### Sentido Eugenio Gross
La línea comenzaba en el Paseo Marítimo Ciudad de Melilla, muy cerca de la Farola. 
Realizaba dos paradas, continuaba por la Avenida Cánovas del Castillo y tomaba la segunda salida de la Plaza General Torrijos para encarar el Túnel de la Alcazabilla, aunque antes realizaba una parada en el lateral de dicha plaza. Ya al otro lado del túnel, giraba a la Plaza de la Merced donde realizaba otra parada, y continuaba por delante de la Junta de Distrito, Frailes y Postigos, donde para dos veces. Gira a la derecha para subir por Capuchinos, donde realiza otra parada, y continúa por la Alameda de Capuchinos donde para dos veces más. Ligero cambio de sentido hacia la izquierda para bajar por la Alameda de Barceló, donde para otras dos veces, y continuar por Peinado donde realiza otra parada. Ahora gira a la izquierda para alcanzar Martínez Barrionuevo y girar a Salamanca, donde realiza una parada junto al Mercado. Giro a la derecha, atraviesa el Puente de Armiñán y encara la Avenida del Arroyo de los Ángeles donde vuelve a parar. Un giro a la izquierda para pasar por delante del Hospital Civil, nueva parada en la Avenida Barcelona y más adelante en la Plaza de Bailén, enfrente del Mercado. Gira a la derecha para atravesar la calle Bailén, donde se encuentra su penúltima parada, y así alcanzar Eugenio Gross.
Continuaba Eugenio Gross hasta girar en Martínez de la Rosa, donde se encontraba su cabecera. 
| Código | Parada                                       | Común con | Otras conexiones |
| ------ | -------------------------------------------- | --------- | ---------------- |
| 1364   | PASEO MARÍTIMO – FAROLA                      | 14        |                  |
| 1802   | Pso. Mtmo. Cdad. de Melilla – Pza. Malagueta |           |                  |
| 1301   | Maestranza – Hospital Noble                  |           |                  |
| 170    | Plaza de la Merced                           | 1         |                  |
| 1302   | Refino                                       |           |                  |
| 1303   | Postigos                                     |           |                  |
| 1304   | Capuchinos                                   |           |                  |
| 156    | Plaza Capuchinos                             | 1         |                  |
| 109    | Alameda de Barceló – San Miguel              | 1         |                  |
| 110    | Alameda de Barceló – Monserrat               | 1         |                  |
| 1305   | Peinado                                      |           |                  |
| 2603   | Rosario Pino – Cruz Roja                     |           |                  |
| 205    | Huerto de los Claveles                       | 2         |                  |
| 556    | Av. Arroyo de los Ángeles – Guardia Civil    | 15 17     |                  |
| 557    | Av. de Barcelona – Hospital Civil            | 7         |                  |
| 558    | Plaza de Bailén                              |           |                  |
| 559    | Bailén                                       |           |                  |
| 661    | EUGENIO GROSS                                |           |                  |